# Avenida Marechal Floriano
A avenida Marechal Floriano, também conhecida como Rua Larga de São Joaquim (ou simplesmente Rua Larga), é um logradouro situado entre o Morro da Conceição e a Avenida Presidente Vargas, no centro da cidade do Rio de Janeiro, Brasil.

## História
Até o início do século XX eram duas vias: Estreita e Larga de São Joaquim. A primeira referência ao local, onde tempos mais tarde, surgiria a Rua Larga (futura avenida Marechal Floriano Peixoto), apareceu quando o Rio de Janeiro tinha apenas setenta anos de existência.
Em 1632 o sítio era denominado de Vila Verde, e, nas atas da Câmara de Vereadores, consta como o primeiro foco de crimes da cidade. Era por ali que se fazia o serviço de cargas e produtos agrícolas das zonas suburbanas. Com medo da região, notória à época por reunir criminosos e alcoolatras, os primeiros agricultores preferiram as partes mais altas do vizinho Morro da Conceição.

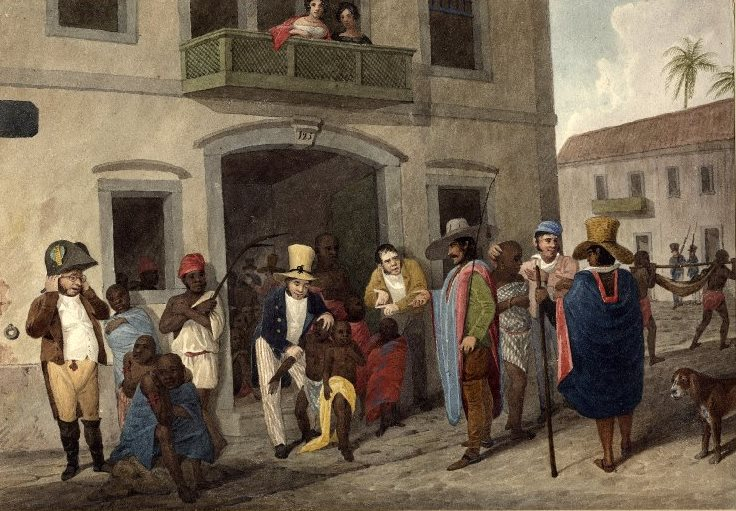
Mercado de escravos no Rio de Janeiro. Os escravos eram desembarcados, abrigados e vendidos nas imediações do Morro da Conceição, atual região portuária do Rio de Janeiro

Em 1706 ocorre a primeira citação a uma rua no local: a "Rua do Julião". era uma pequena via que começava na Rua da Vala e ia até a do Valongo, hoje Rua Camerino. A via foi logradouro de 1776 até 1831, do maior mercado de escravos da cidade.
Em 1758 foi erguida a capela de São Joaquim, em estilo barroco. Dizem, esforço do devoto Manuel Campos em melhorar a fama da rua do Curtume, como a Rua Julião era também conhecida.
Para ligar a o Campo de São Domingos à Rua do Valongo, a Câmara mandou abrir em 1763 uma nova rua, por dentro de duas grandes chácaras. Esta rua, excepcionalmente ampla, com 20 metros de largura, ficou cohnecida como Rua Larga de São Joaquim, pois começava em frente a citada capela. A rua do Curtume com apenas 4,40 metros de largura, logo foi denominada de "Estreita de São Joaquim", nome que manteve até 1904.

## Pontos de Interesse

### Institucionais
- Central do Brasil
- Palácio Duque de Caxias
- Palácio do Itamaraty
- Sede Administrativa da Light e Centro Cultural
- Colégio Pedro II
- Observatório do Valongo
- Jardim Suspenso do Valongo
- Caixa de Amortização
- Banco Central
- Igreja de Santa Rita
- Pedra do Sal
- Morro do Livramento
- Morro da Providência

### Comerciais
- Beco das Sardinhas
- Restaurante Casa Paladino
- Oficina O Bandolim de Ouro
- Botequim do Jóia
- Porto Chapelaria